# 陳世埈
陳世埈（1587年6月24日—1630年代），字上之，南直隸蘇州府崑山縣人，明朝政治人物。

## 生平
陳世埈早年出身縣學附學生，以《易經》中萬曆三十七年（1609年）應天鄉試舉人第一百十六名，次年（1610年）會試中式第一百五十名，聯捷三甲進士，獲授建寧推官，轉任大名。
天啟五年（1625年）陳世埈升任廣東道監察御史，聯同科道各人論救楊漣，調巡鹽長蘆御史，因母親逝世歸鄉。崇禎初年朝廷重新起用他，不久因病去世。

## 家族
曾祖陳節。祖父陳儒，嘉靖八年進士。父親陳嘉猷，嘉靖二十五年舉人。嫡母支氏，母親金氏，